# Viktoria-Brześć
Viktoria-Brześć – białoruski żeński klub piłki ręcznej z Brześćia. Występuje w Superlidze-Parimatch. Sezon 2019/20 drużyna skończyła na 4 miejscu z 7 drużyn.

## Historia

### Sukcesy
Krajowe
Mistrzostwa Białorusi w piłce ręcznej kobiet:
- 3. miejsce: 2017

Puchar Białorusi w piłce ręcznej kobiet:
- 3. miejsce: 2014, 2016, 2017, 2019

Międzynarodowe
EHF Challenge Cup:
- 1/8 finału: 2011/2012, 2020/2021

Awans do Pucharów Europejskich:
- EHF Challenge Cup: 2010/2011, 2013/2014, 2014/2015, 2016/2017 i 2019/2020[1]

Inne
Turniej Bożonarodzeniowy w Brześciu:
- 2. miejsce: 2018, 2019[2]

II Międzynarodowy Turniej Piłki Ręcznej w Warszawie:
- 2. miejsce: 2018, 2019

### Trenerzy
- Varabie A. — 2007-2012
- Niekaichyk M. — 2012-2013
- Sauko W. —  2013-2019
- Karpuk Yuri — 2019-2020
- Kozar Vasyl - od 2020

## Viktoria-Brześć w pucharach Europejskich
| Sezon     | Turniej                   | Etap                         | Przeciwnik          | 1 gra | 2 gra | Całkowity wynik |
| --------- | ------------------------- | ---------------------------- | ------------------- | ----- | ----- | --------------- |
| 2011/2012 | Women's EHF Challenge Cup | Druga runda kwalifikacyjna   | Femina Vise         | 39:27 | 27:25 | 66:52           |
| 2011/2012 | Women's EHF Challenge Cup | 1/8 finału                   | DHK Banik Most      | 26:32 | 24:35 | 50:67           |
| 2020/2021 | EHF European Cup          | Trzecia runda kwalifikacyjna | KHF Istogu          | 30:33 | 32:28 | 62:61           |
| 2020/2021 | EHF European Cup          | 1/8 finału                   | Galychanka          | 26:32 | 16:29 | 42:61           |
| 2021/2022 | EHF European Cup          | 1/16 finału                  | SSV Brixen Sudtirol | 35:33 | 22:27 | 57:60           |